# Lisboa Braço de Prata
Lisboa Braço de Prata (port: Estação Ferroviária de Braço de Prata) – stacja kolejowa w północno-wschodniej Lizbonie, w Portugalii. Znajduje się na Linha de Cintura i Nort, należące do Rede Ferroviária Nacional i jest obsługiwana przez Fertagus i CP Urbanos de Lisboa (Linha da Azambuja i Linha de Sintra).

## Historia
W 1902 roku zaczął funkcjonować na tej stacji, system sygnalizacji oparty na napędzie elektrycznym Barbosa. W 1926 roku miał miejsce przetarg na elektryfikację trasy między tą stacją i Rossio. Było to związane z usunięciem niedogodności wynikających z kursowania parowozów przez Túnel do Rossio.
Do roku 1998, stacja Braço de Prata pojawia się jako pierwsza stacja pasażerska w północnej części Lizbony. Z wyjątkiem pociągów ekspresowych, wszystkie pociągi zatrzymują się na tej stacji, aby można było się przesiąść z pociągów podmiejskich na Linha do Cintura i do dworca Rossio. Z uruchomieniem Gare do Oriente, położonej w Parque das Nações, znaczenie Braço de Prata spadło.
| Braço de Prata         |  |                |
| Linia Linha de Cintura |  |                |
| Lisboa Marvila         |  | Lisboa Oriente |
| Linia Linha do Norte   |  |                |
| Lisboa Santa Apolónia  |  | Lisboa Oriente |